# Walter Gross
Walter Gross, född 21 oktober 1904 i Kassel, död 25 april 1945 i Zehlendorf, Berlin, var en tysk promoverad läkare. Han var från 1933 till 1945 chef för NSDAP:s raspolitiska byrå.

## Biografi
Gross blev 1925 medlem i Nationalsocialistiska tyska arbetarepartiet (NSDAP). År 1928 promoverades han till medicine doktor efter att ha lagt fram avhandlingen Über die Hebosteotomie. Fyra år senare inträdde han i Nationalsocialistiska tyska läkarförbundet och blev därtill medarbetare vid NSDAP:s byrå för folkhälsa. År 1933 grundade Gross Utbildningsbyrån för befolkningspolitik och rashygien som året därpå fick beteckningen NSDAP:s raspolitiska byrå. Gross publicerade en rad skrifter i vilka han försöker att vetenskapligt rättfärdiga den nationalsocialistiska rasideologin. Den nordisk-ariska rasen utgjorde för Gross idealet och han propagerade för ett Europa fritt från judar.
Gross ställde den tyska nationella kulturen mot det judiska folkets imperialistiska strävanden.
När Röda armén närmade sig Berlin i april 1945, brände Gross sina dokument och begick självmord.